# Potchefstroom
Potchefstroom este un oraș din Africa de Sud. Este reședința provinciei North West.